# 相台街道
相台街道，是中华人民共和国河南省安陽市殷都区下辖的一个乡镇级行政单位。

## 行政区划
相台街道下辖以下地区：
孝民屯社区、枫林水郡社区、铁佛寺村、梁邵村、段邵村、焦邵村和柴库村。